# Parque nacional de Nat Ma Taung
El Parque nacional de Nat Ma Taung (alternativamente Parque nacional del Monte Victoria) es un espacio protegido con el estatus de parque nacional en el país asiático de Birmania  
Se encuentra ubicado en el estado de Chin. Ocupa un área de 720 kilómetros cuadrados (279 millas cuadradas) y fue establecido en el año 1994. Rodea al Nat Taung Ma, llamado antiguamente Monte Victoria como consecuencia de la época colonial.